# José Luis Sánchez Solá
José Luis Sánchez Solá, pseud. Chelís (ur. 31 stycznia 1959 w Puebli) – meksykański trener piłkarski.